# Resolució 1586 del Consell de Seguretat de les Nacions Unides
La Resolució 1586 del Consell de Seguretat de les Nacions Unides fou adoptada per unanimitat el 14 de març de 2005. Després de reafirmar totes les resolucions sobre la situació entre Eritrea i Etiòpia, en especial la Resolució 1560 (2004), el Consell va ampliar el mandat de la Missió de les Nacions Unides a Etiòpia i a Eritrea (MINUEE) fins al 15 de setembre de 2005.

## Resolució

### Observacions
El Consell de Seguretat va reafirmar el seu suport al procés de pau entre els dos països i el paper que juga la UNMEE per facilitar la implementació de l'acord d'Alger i la decisió de la Comissió Fronterera sobre la frontera recíproca. Va expressar la seva preocupació per l'impasse en el procés de pau i els retards en la demarcació de la frontera recíproca, sobretot perquè la Comissió de Fronteres tancava les seves oficines. Es va preocupar que la Comissió no pogués dur a terme la seva tasca i la manca de cooperació tant d'Etiòpia com d'Eritrea amb les Nacions Unides a aquest respecte.
A més, el Consell va acollir amb satisfacció que la UNMEE havia pogut mantenir la integritat de la Zona de Seguretat Temporal (TSZ), però expressava la seva preocupació per l'acumulació de tropes d'Etiòpia a les zones adjacents a la TSZ.

### Actes
La resolució va ampliar el mandat de la UNMEE fins al 15 de setembre de 2005. Es va instar a ambdues parts a complir els seus compromisos en virtut de l'acord d'Alger i cooperar amb la Comissió de Fronteres per complir el seu mandat. Es va demanar a les parts que cooperessin amb la MINUEE, protegissin al personal de les Nacions Unides i s'abstinguessin d'augmentar les tropes a les zones adjacents al TSZ. Hi havia preocupació per l'empitjorament de la situació humanitària tant a Etiòpia com a Eritrea.
El Consell va reafirmar la importància del diàleg entre els dos països i la normalització de les seves relacions diplomàtiques. Mentrestant, va donar suport als esforços del Enviat Especial Lloyd Axworthy per assegurar la implementació dels seus acords. Va demanar al secretari general Kofi Annan que seguís de prop la situació i revisés el mandat de la MINUEE a la llum de qualsevol avenç en el procés de pau.